# Busque
Busque är en kommun i departementet Tarn i regionen Occitanien i södra Frankrike. Kommunen ligger i kantonen Graulhet som tillhör arrondissementet Castres. År 2022 hade Busque 719 invånare.

## Befolkningsutveckling
Antalet invånare i kommunen Busque
| Referens: INSEE |